# 荣威360
荣威360是上汽集团旗下荣威子品牌的一款紧凑型轿车。

## 概览
荣威360于2015年推出，作为荣威350紧凑型轿车的后续车型。
由于根据2014年初达成的协议，上汽可以使用通用汽车的发动机和变速箱，因此荣威360与上汽通用雪佛兰、科鲁兹共享相同的发动机和变速箱。
2018年底，360停产并以i5车型取代。

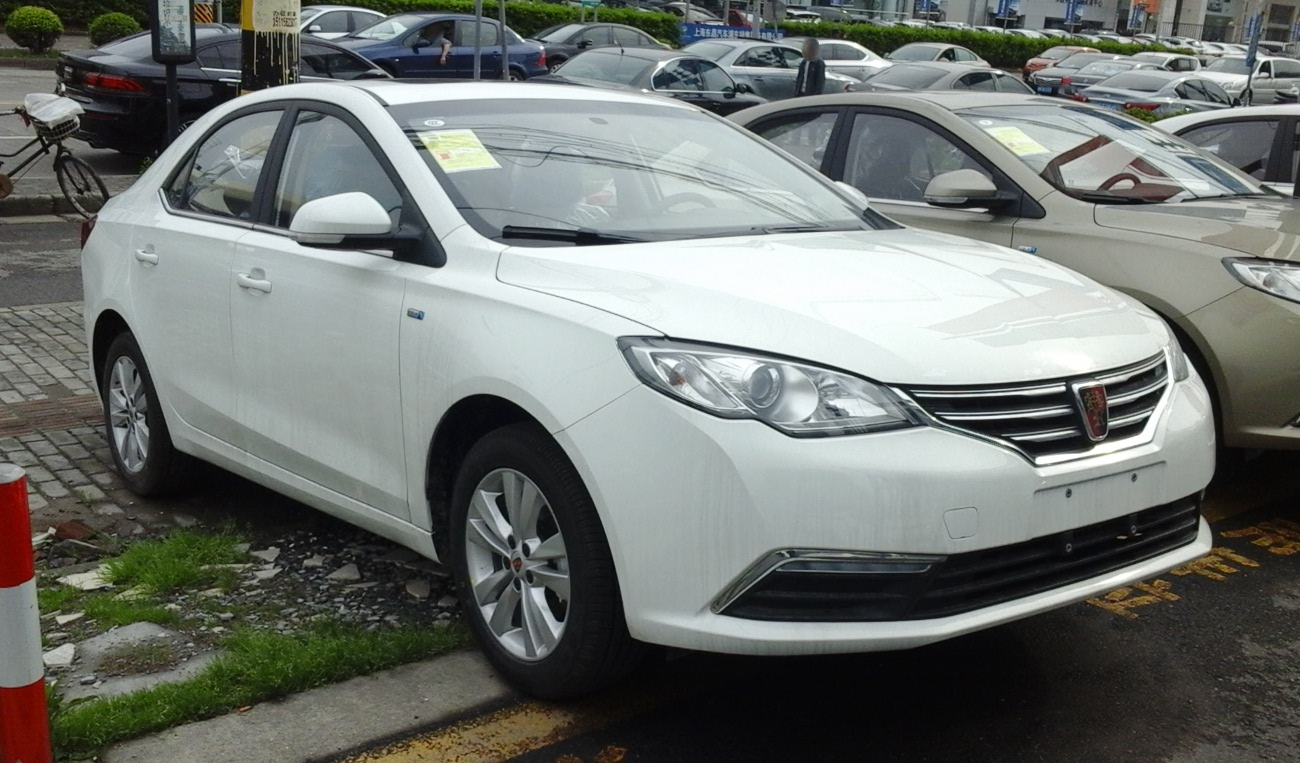
荣威360 (前).
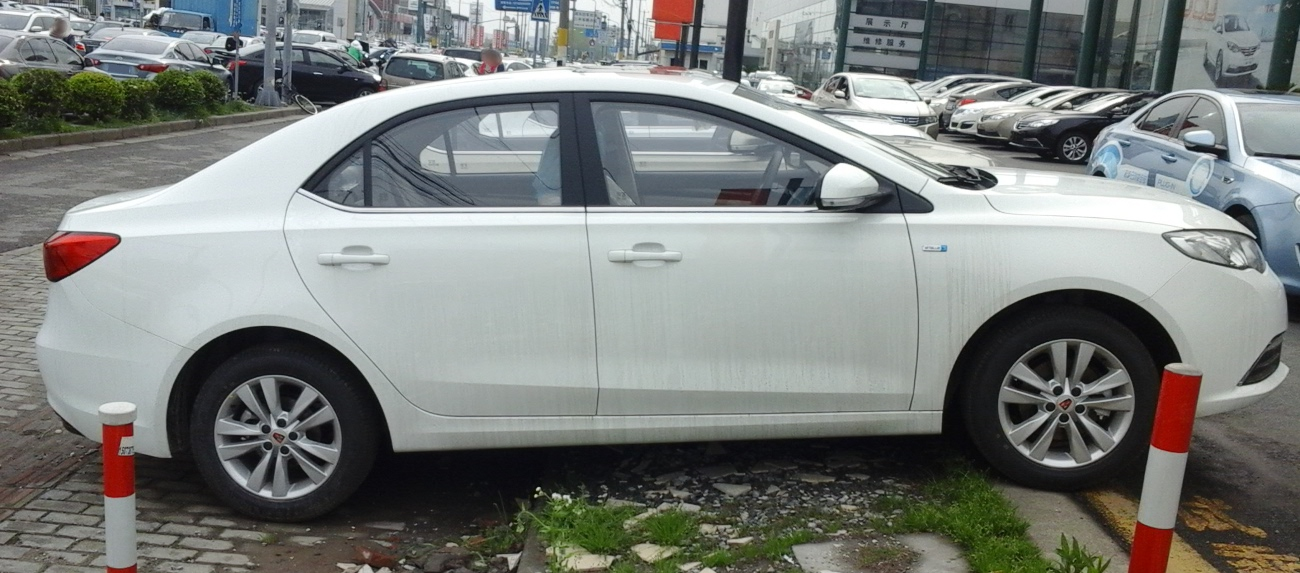
荣威360 (侧).
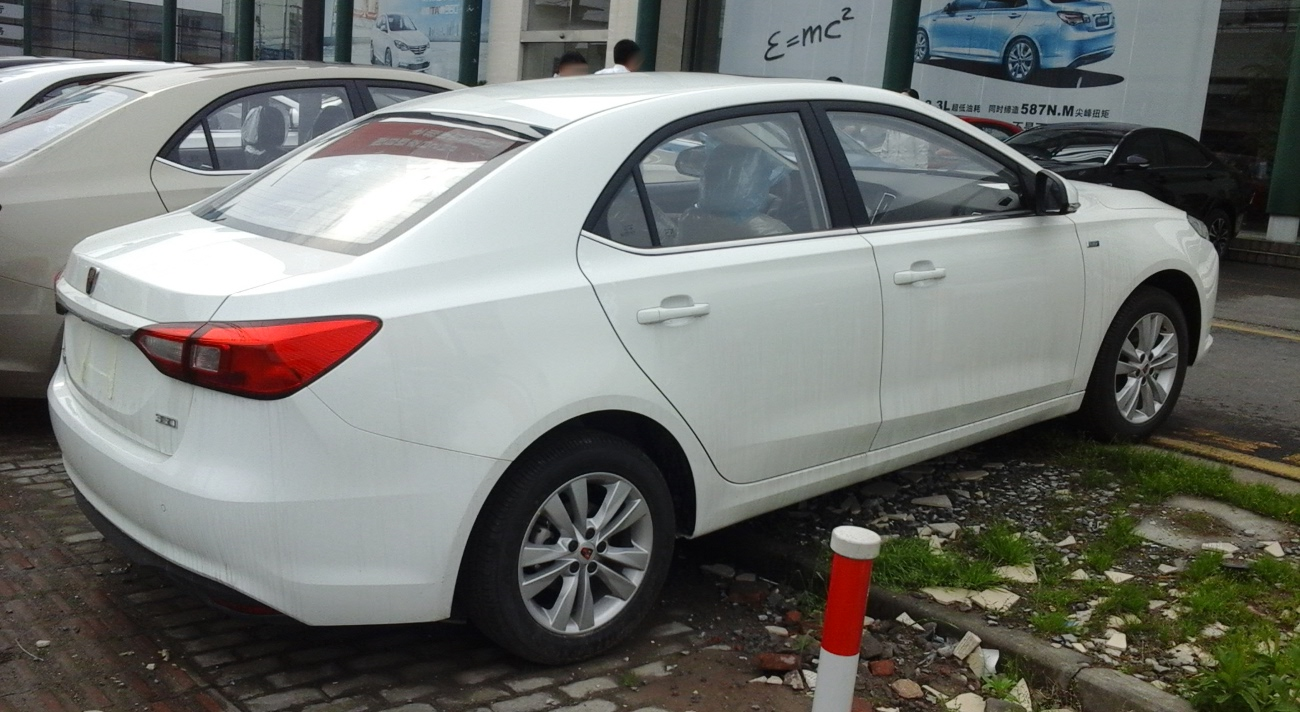
荣威360 (后).

## 荣威360 Plus
2017年，荣威360进行了一次小改款。
其前保险杠、大灯、格栅都进行了重新设计，与更新后的荣威产品线保持一致，前护板与荣威RX3、荣威RX5、荣威i6以及改款后的荣威950相似，駕駛室內有高度為8英寸的屏幕。
据官网介绍，该车型被称为荣威360 Plus，售价略高于普通版360。
在海外，上汽公司在伊朗的代理商（Azvico）签约销售了约6000辆汽车（挂MG标的MG 360），但因为代理商出现问题，大部分没有交付，上汽因为未参与协议而无法对协议履责。

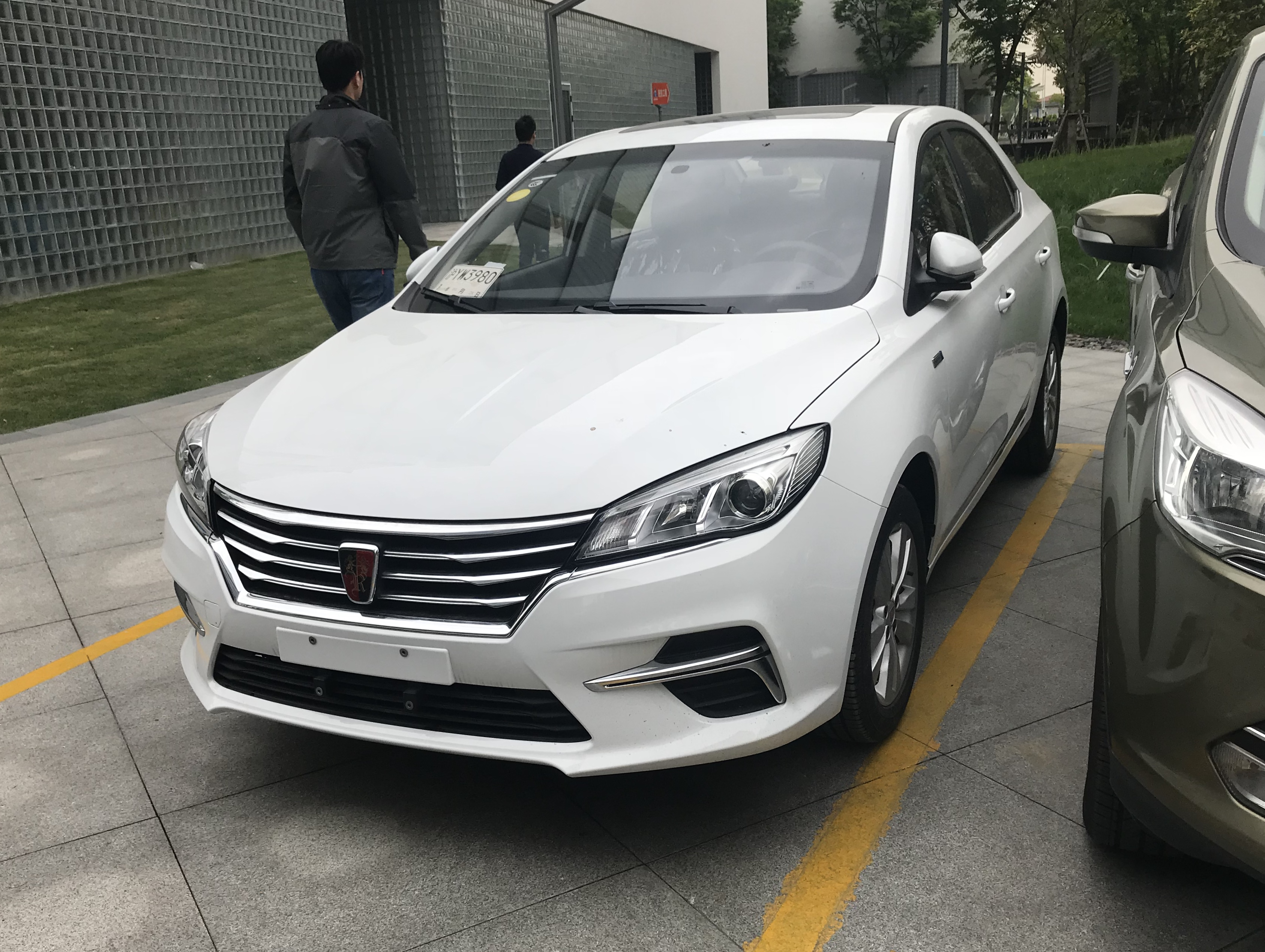
荣威360 Plus (前).
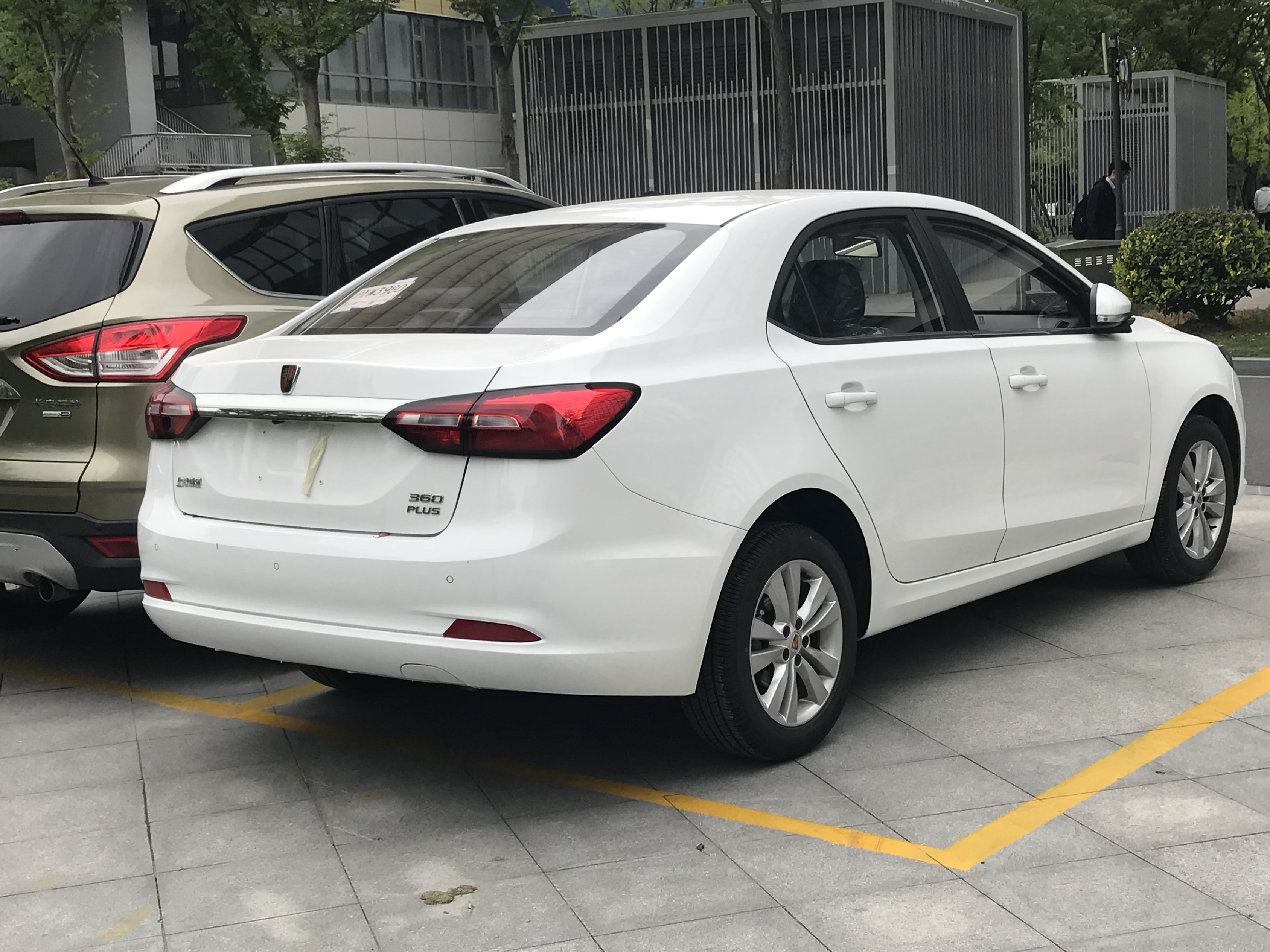
荣威360 Plus (后).